# بانک اتریش
بانک اتریش (انگلیسی: Bank Austria) شرکت خدمات مالی و بانکداری اتریشی است، که در سال ۱۸۵۵ تأسیس شد و هم‌اکنون زیرمجموعه‌ای از شرکت یونی‌کردیت می‌باشد.